# Heinz Steinberg
Heinz Steinberg (* 27. Februar 1913 in Berlin; † 17. April 2003 ebenda) war ein deutscher Pädagoge und Bibliothekar. 

## Leben
Heinz Steinberg war von 1973 bis 1978 Direktor der Amerika-Gedenkbibliothek und bekannt durch seine Berlin-Publikationen und kulturpolitischen Kommentare. Darüber hinaus war er als Gründungsmitglied der Neuen Gesellschaft für Literatur (NGL) in Berlin in ihr erstes Präsidium gewählt worden, das vom 27. April 1973 bis zur ersten ordentlichen Mitgliederversammlung der NGL am 29. Oktober 1973 tätig war.

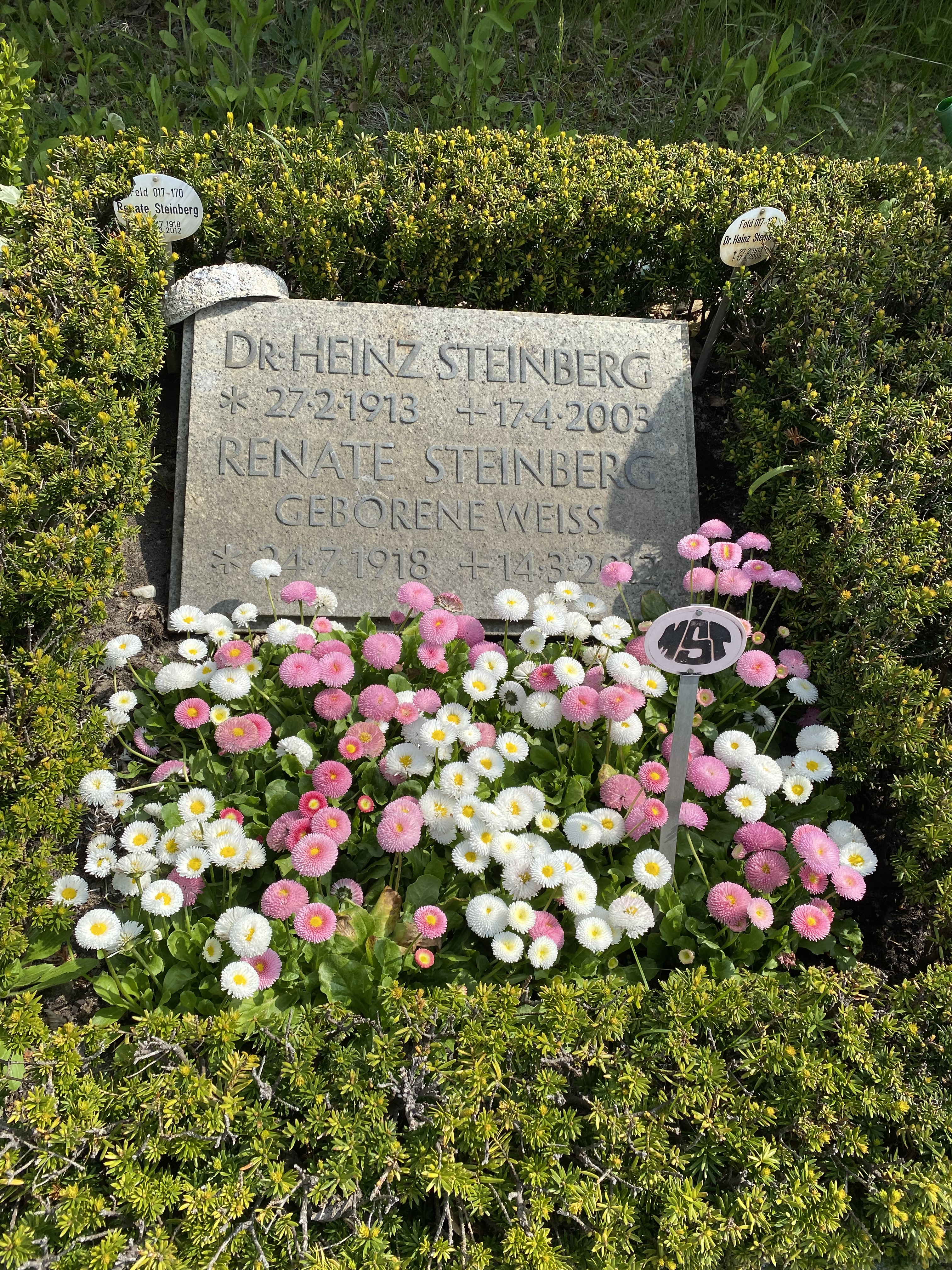
Grabstätte

Heinz Steinberg verstarb 90-jährig in seiner Geburtsstadt und wurde auf dem dortigen Friedhof Zehlendorf (Feld 017-170) beigesetzt.

## Werke
- Studien zu Schicksal und Ethos bei F. M. Klinger. 1941
- Buch und Leser. 1967
- Forschungsobjekt Buch. 1969
- Zur Benutzerforschung öffentlicher Bibliotheken. 1973
- Lesen in öffentlichen Bibliotheken. 1974
- Bibliographie Buch und Lesen. 1979
- Gutenbergs Zukunft. 1990
- Grosse Literatur in der grossen Stadt Berlin. 1995
- Wilhelm von Humboldt, 2001